# Yebbi-Bou
Yebbi-Bou (auch Yebbi Bou, Yebbibou und Yébibou) ist eine Oase im Norden des Tschad, etwa 160 km ostsüdöstlich von Bardaï. Zu dem Ort gehört ein bedeutender Palmenhain, der am Talgrund eines Ennerie (Wadi) angepflanzt wurde. Die Häuser des kleinen Ortes liegen zum Schutz gegen die sporadischen Überflutungen am seitlichen Hochufer dieses Trockentals.
Yebbi-Bou liegt im Zentrum des Tibesti-Gebirges. Seit der administrativen Neugliederung des Tschad vom 10. August 2018 ist Yebbi-Bou Hauptort des gleichnamigen Départements. Davor (zwischen 2008 und 2018) war der Ort Sitz einer Unterpräfektur des tschadischen Departements Ost-Tibesti. Diese gesamte Unterpräfektur hatte bei der Volkszählung 2009 nur 3.859 Einwohner.
Der Ort war im Dezember 1986 im Libysch-Tschadischen Grenzkrieg umkämpft. Bereits seit 1994 ist Yebbi-Bou (zusammen mit Zouar) Sitz einer Brigade der tschadischen nationalen Gendarmerie.